# Будайская крепость

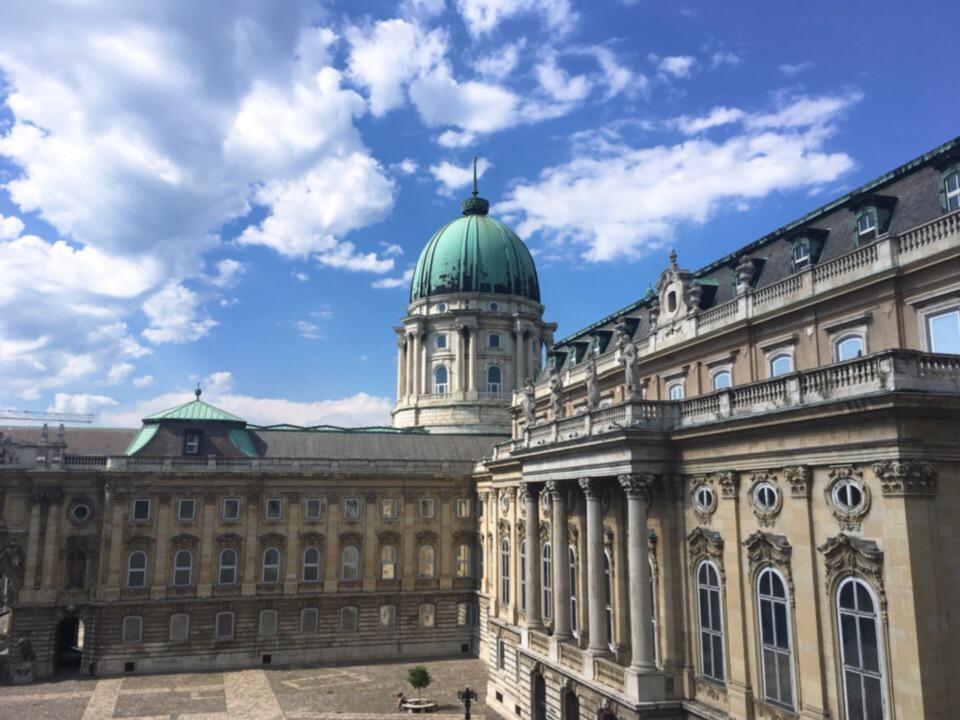
вид с внутреннего двора

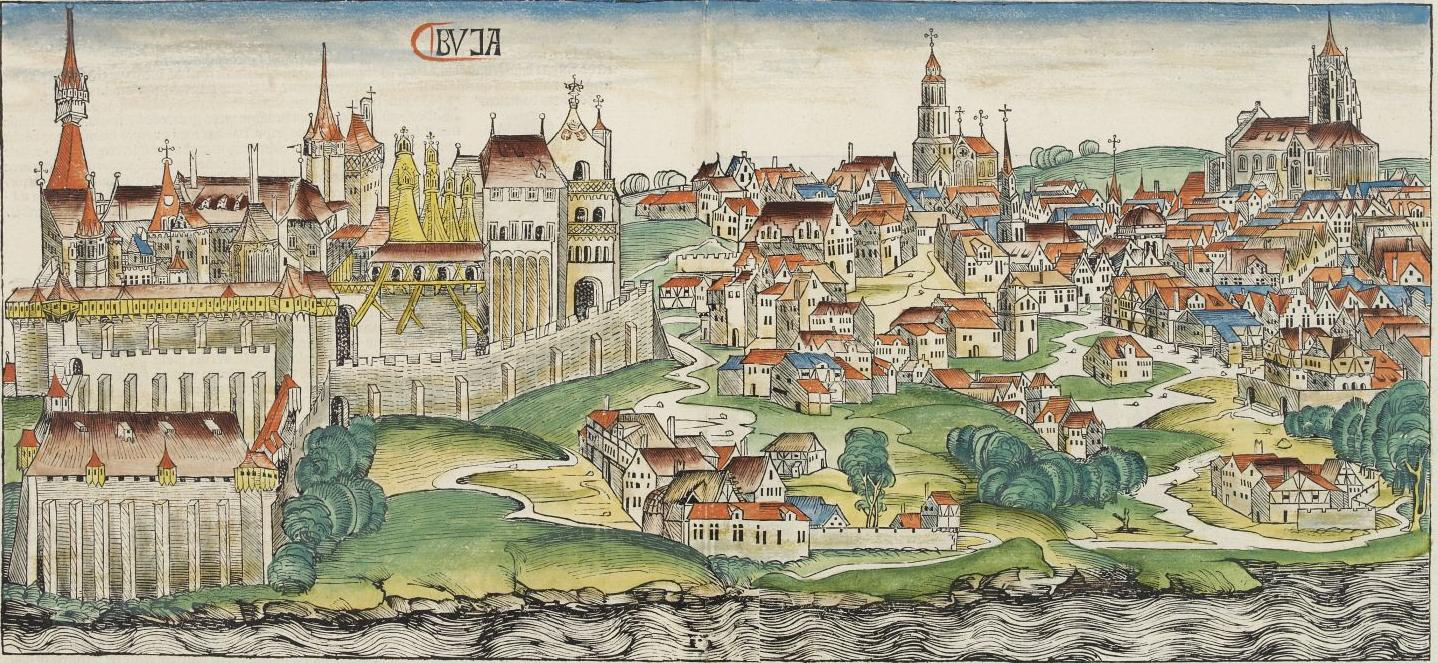
Будайская крепость в Нюрнбергской хронике Хартмана Шеделя

Буда́йская кре́пость (венг. Budai Vár) — резиденция венгерских королей в Будапеште. В 1987 году Будайская крепость, набережные и проспект Андраши были включены в Список Всемирного наследия ЮНЕСКО.

## История
Первую резиденцию на месте современного дворца между 1247 и 1265 годами основал король Бела IV.
Самая древняя часть современного дворца построена в XIV веке герцогом Славонии Стефаном, младшим братом короля Лайоша Великого.
При короле Сигизмунде дворец был значительно расширен и, вероятно, стал самым большим в позднем Средневековье.
После Мохачской битвы в 1526 году Королевство Венгрия перестало существовать и турки беспрепятственно заняли крепость. При османской власти комплекс зданий крепости использовался как военные казармы и конюшня, часть помещений пустовала.
Бо́льшая часть средневековых построек крепости была разрушена в 1686 году при осаде союзническими войсками Священной лиги в ходе освобождения Буды во время Великой Турецкой войны.
В 1715 году король Карл III приказал расчистить территорию дворца от развалин и начал строительство нового комплекса зданий. В 1749 году строительство нового Королевского дворца было окончено.
4 мая 1849 года венгерская революционная армия под предводительством Артура Гёргея осадила Буду, крепость была захвачена, однако Королевский дворец полностью сгорел.
Вскоре после Венгерской революции, в 1850—1856 годах дворец был восстановлен. После заключения Австро-венгерского соглашения в 1867 году император Франц Иосиф I был коронован в замке как король Венгрии.
В XIX веке автономное венгерское правительство приняло решение о строительстве нового здания Королевского дворца, не уступающего любой из известных тогда резиденций европейских монархов. Строительство продолжалось около сорока лет — с 1875 по 1912 год. После официального открытия в 1912 году новый Королевский дворец был признан самым выдающимся венгерским зданием, олицетворяющим наступление нового века.
После смещения Габсбургов в 1920 году Королевский дворец стал резиденцией правителя Венгрии адмирала Миклоша Хорти.
В 1944 году, во время взятия Будапешта советскими войсками, крепость стала последним очагом сопротивления фашистских войск. Тяжёлые бои вновь превратили крепость в руины.
После Второй мировой войны были проведены археологические раскопки с целью восстановления некоторых средневековых зданий. Результатом стало открытие некоторых построек времён Сигизмунда. Масштабная реконструкция средневековых укреплений серьёзно изменила облик современного Будапешта. Проект реконструкции считается удачным, поскольку удалось совместить вид на средневековые постройки с современной планировкой дворца.
Поскольку коммунистическое правительство Венгрии считало Королевский дворец символом прежнего режима и угнетения нации, дворец подвергся варварской перестройке, многие ценные архитектурные изыски были удалены либо не были восстановлены в прежнем виде после войны. Дворец стал культурным центром Будапешта с музеями (Венгерская национальная галерея, Музей истории Будапешта) и домом Национальной библиотеки.
Окончательно дворец был восстановлен в 1966 году.
В марте 2006 года Национальный фонд Культурного наследия Венгрии подготовил план долгосрочного развития крепости. По результатам исследования утверждается, что послевоенная реставрация 1952—1966 годов привела к потерям многих элементов дворца, было предложено восстановить утерянные части комплекса.
В замке идёт строительство или восстановление ряда зданий. В 2019 году резиденция премьер-министра была перенесена в замок из здания венгерского парламента

## Галерея

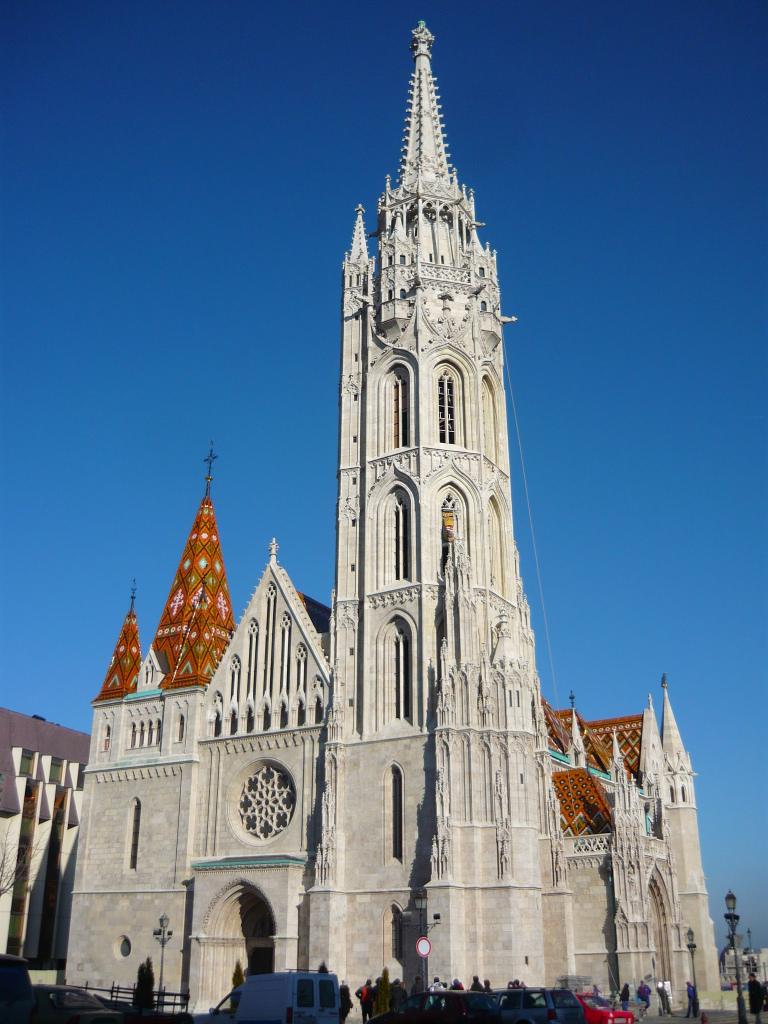
Церковь Матьяша
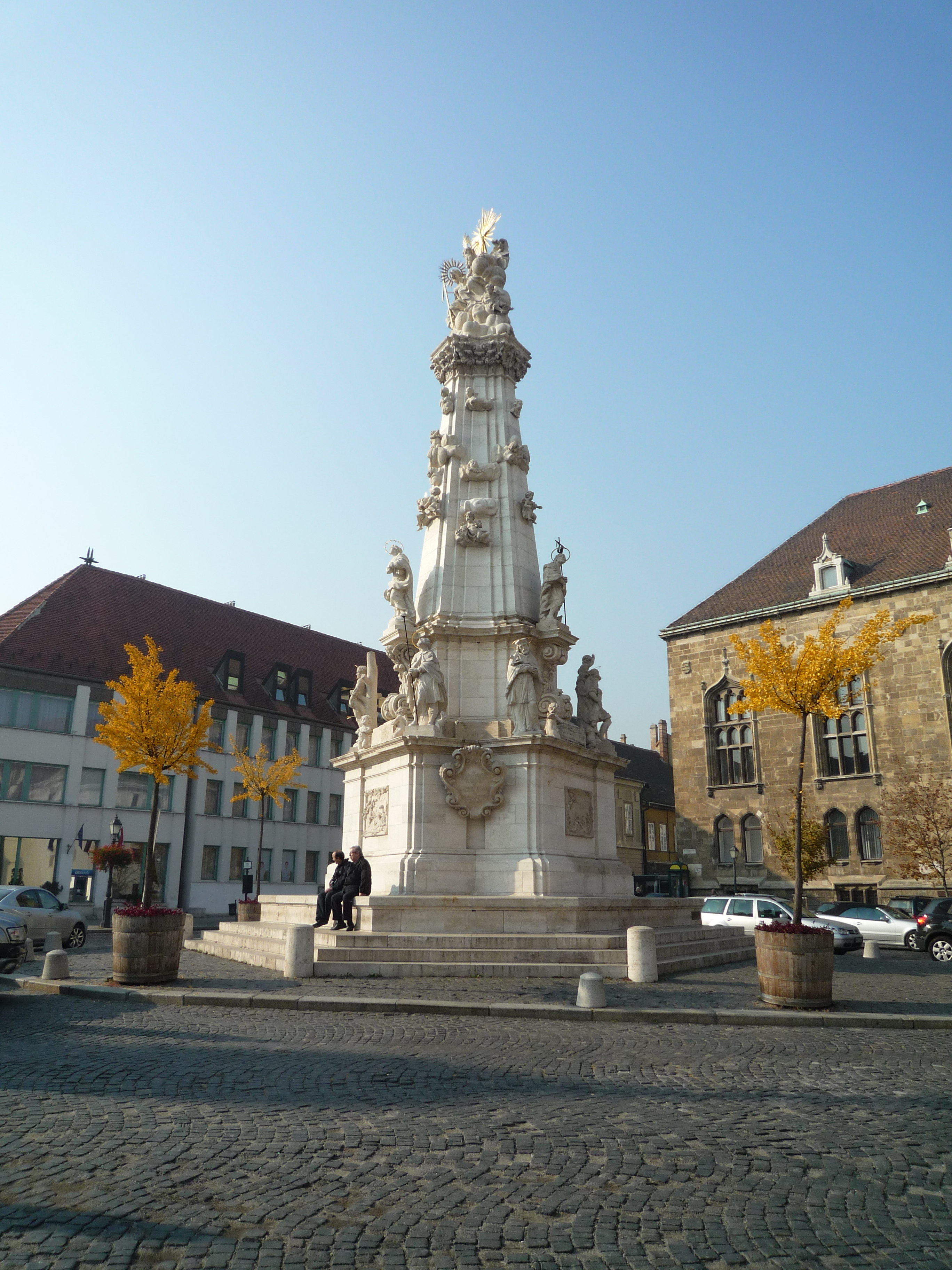
Чумной столб
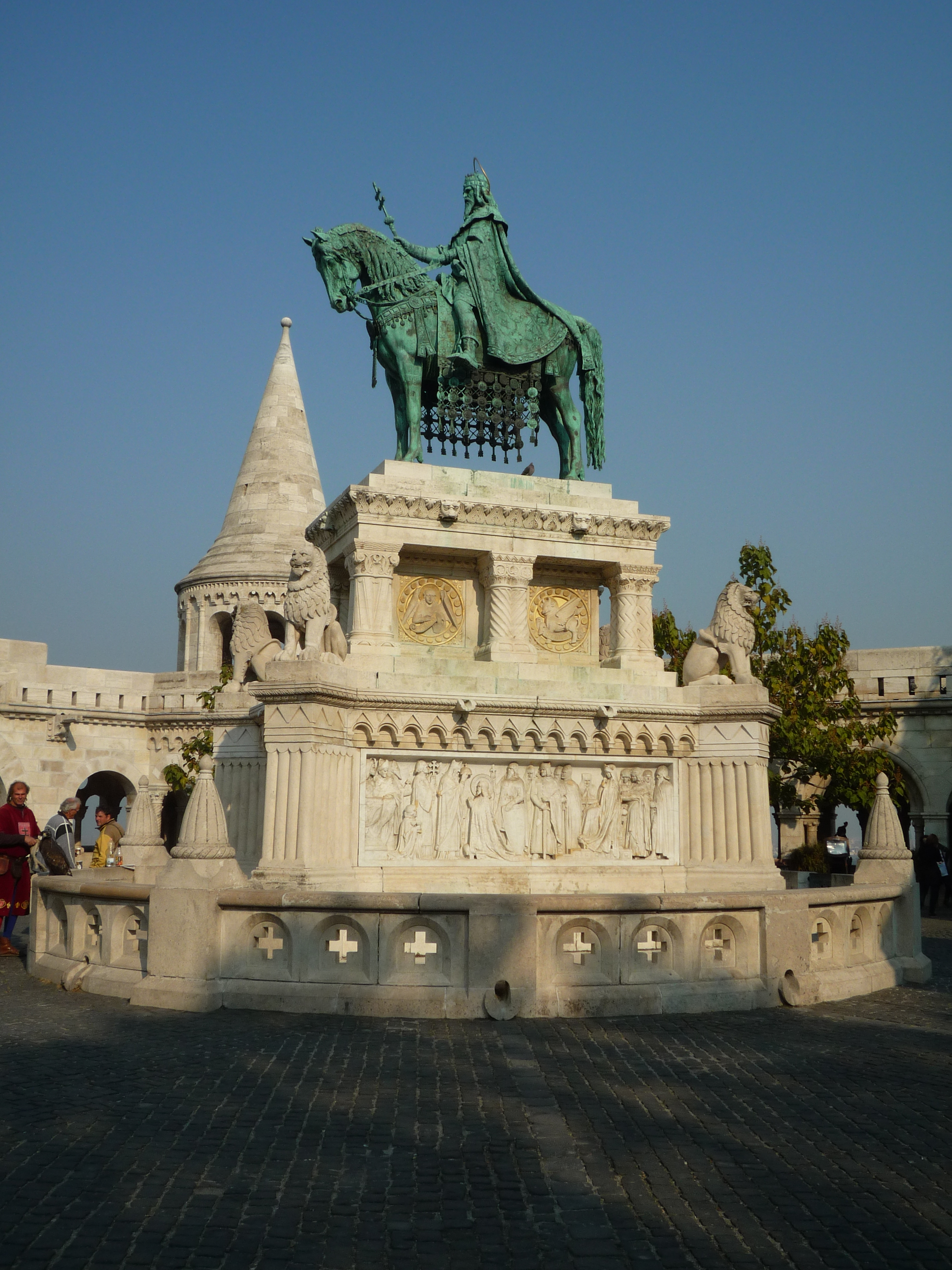
Памятник Иштвану I
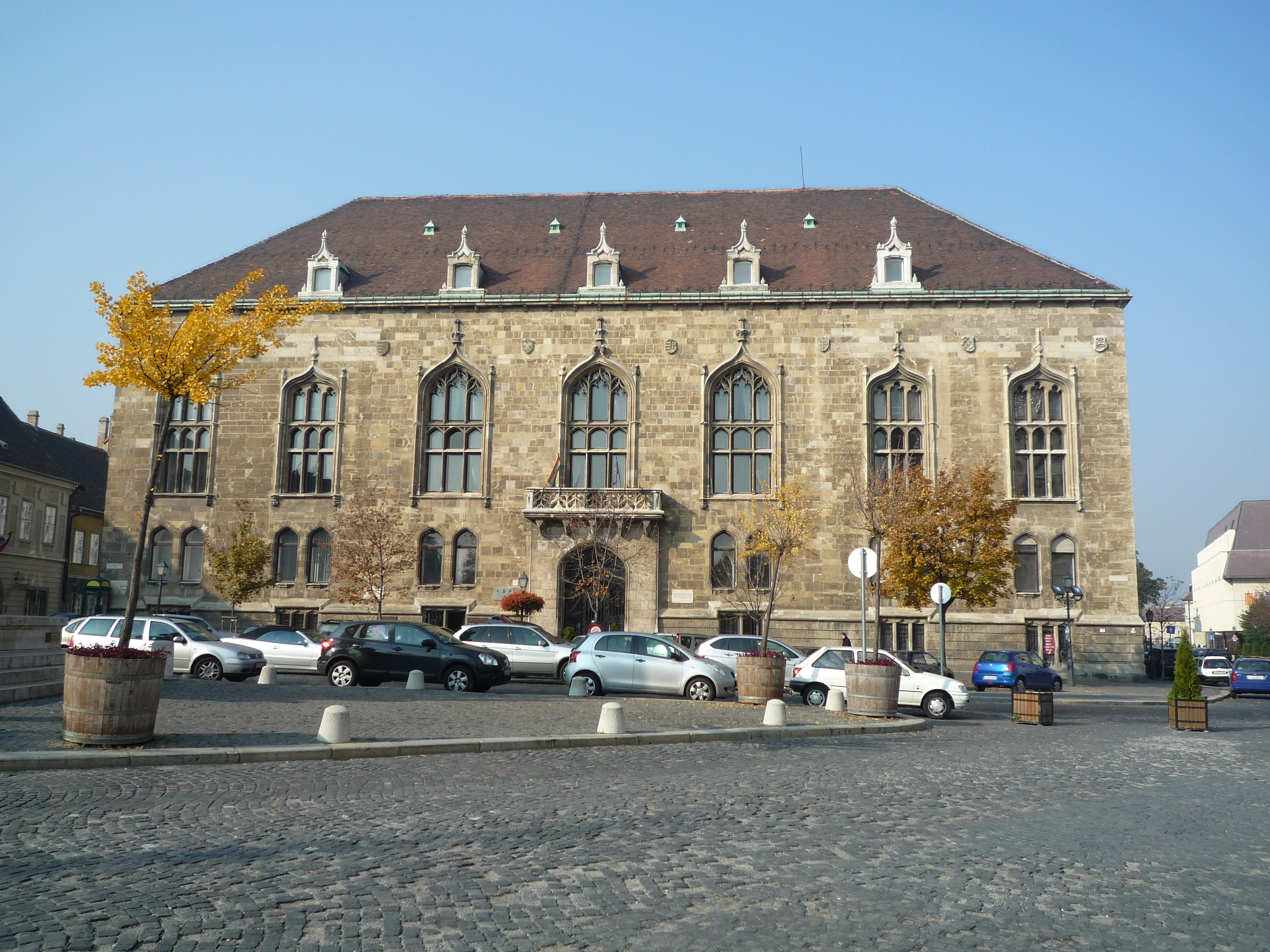
Дом венгерских вин